# Karnuten
Die Karnuten (Carnutes, auch Carnuti oder Carnuten) waren ein gallisches Volk zwischen Liger (Loire) und Sequana (Seine).
Die Hauptorte der Karnuten waren Autricum (Chartres) und Cenabum (ab dem 3. Jahrhundert n. Chr. Aurelianum, heute Orléans). Sie waren westliche Nachbarn der Senonen. Im 1. Jahrhundert v. Chr. prägten die Karnuten auch Bronzemünzen, verbreitet war unter anderem das Adlermotiv. In dem Heer, das um 600 oder 400 v. Chr. unter Bellovesus nach Italien zog, werden auch Karnuten genannt.
Im Gallischen Krieg gegen Rom (bzw. den römischen Feldherrn Gaius Iulius Caesar, der die Eroberung des freien Gallien betrieb) spielten sie eine nicht unwichtige Rolle. Im Jahr 54 v. Chr. ermordeten sie den von Caesar drei Jahre zuvor eingesetzten König Tasgetius, ordneten sich dann aber kurzfristig wieder Rom unter. Die Karnuten begannen 52 v. Chr. mit dem Überfall auf Cenabum, in dessen Verlauf mehrere römische Bürger umgebracht wurden, den Aufstand der Gallier unter Vercingetorix gegen Caesar. Im Laufe des Aufstands hatten die Karnuten zum Entsatz der Belagerten in Alesia angeblich 12.000 Mann zu stellen. Im Jahr darauf zog Caesar gegen die Karnuten, die sich ihm kurz darauf unterwarfen. Den angeblichen Kriegshetzer (concitator belli), der den Titel oder Namen Gutuater trug, ließ er totpeitschen und enthaupten. Die Karnuten wurden in der Folgezeit romanisiert und erhielten von Kaiser Augustus mehrere Vorrechte eingeräumt.
Nach Caesar war das Gebiet der Karnuten der „Mittelpunkt Galliens“. Alljährlich versammelten sich dort an einem heiligen Ort Druiden, um Streitigkeiten zu schlichten. Diese Bemerkung Caesars diente später den Autoren der Asterix-Hefte als Anregung für den von ihnen erfundenen „Karnutenwald“.